# Webster Slaughter
Webster Melvin Slaughter (* 19. Oktober 1964 in Stockton, Kalifornien, Vereinigte Staaten) ist ein ehemaliger American-Football-Spieler auf der Position des Wide Receivers.

## Frühe Jahre
Slaughter ging auf die Franklin High School in seiner Geburtsstadt Stockton. Sein Vater starb, als er 13 Jahre alt war. Zunächst besuchte er ab 1982 das San Joaquin Delta College, ehe er nach zwei Jahren auf die San Diego State University wechselte. In zwei Jahren für das Collegefootballteam erzielte er auf der Position des Wide Receivers 122 Passfänge für 1.647 Yards und 14 Touchdowns.

## NFL

### Cleveland Browns
Slaughter wurde im NFL-Draft 1986 in der zweiten Runde an 43. Stelle von den Cleveland Browns ausgewählt. In seiner ersten NFL-Saison nahm er an allen 16 Spielen teil und fing 40 Pässe für 577 Yards und vier Touchdowns. Die Browns erreichten die Play-offs, wo sich Slaughter im AFC-Championship-Game gegen die Denver Broncos verletzte und für den Rest des Spiels ausfiel. Die Browns unterlagen in dem Spiel mit 23:20. Auch in seiner zweiten NFL-Saison war Slaughter Stammspieler auf seiner Position. Er erreichte abermals die Play-offs mit den Browns, jedoch schieden sie wieder gegen die Denver Broncos im AFC-Chmpionship-Game aus (38:33). Slaughter fing einen Vier-Yard-Touchdown in diesem Spiel. In der darauffolgenden Saison kam Webster Slaughter nur auf acht Einsätze, da er während der Saison eine Armfraktur erlitt. Die Browns erreichten wieder die Play-offs, wo auch Slaughter wieder nach überwundener Verletzung in den Kader zurückkehrte. Im Wildcard-Game gegen die Houston Oilers erzielte er zwei Touchdowns. Jedoch verloren die Browns mit 23:24. In der 1989er Saison fing Slaughter 65 Pässe für 1.236 Yards und sechs Touchdowns. Für diese Leistung wurde er zum ersten Mal in den Pro Bowl gewählt. In den Play-offs, im Spiel gegen die Buffalo Bills, fing Webster einen 54-Yard-Touchdown-Pass. Die Browns gewannen das Spiel mit 34:30. Im darauffolgenden Spiel gegen die Denver Broncos verlor man jedoch erneut mit 37:21.

### Houston Oilers
Zur Saison 1991 wechselte Slaughter zu den Houston Oilers. Mit den Oilers erreichte er nach der Saison 1992 die Play-offs. Im Spiel gegen die Buffalo Bills, welches auch unter dem Namen The Comeback bekannt wurde, erzielte er einen Touchdown. Die Oilers verloren das Spiel mit 38:41, nach zwischenzeitiger 35:3-Führung. In der Saison 1993 wurde er zum zweiten Mal in den Pro Bowl gewählt.

### Kansas City Chiefs
Zur Saison 1995 wechselte Slaughter zu den Kansas City Chiefs. Mit den Chiefs erreichte er zum letzten Mal in seiner Karriere die Play-offs (10:7-Niederlage gegen die Indianapolis Colts).

### New York Jets
Zur 1996er NFL-Saison wechselte Slaughter zu den New York Jets, bei denen er jedoch nur noch sporadisch zum Einsatz kam. Nach der Saison trat er von seiner Spielerkarriere zurück.

### San Diego Chargers
Zur Saison 1998 versuchte er noch einmal ein Comeback und heuerte bei den San Diego Chargers an. Ein Jahr später unterschrieb er einen Vertrag bei den Baltimore Ravens, er wurde jedoch noch vor der Saison entlassen und trat nun endgültig als Spieler zurück.

## Persönliches
Webster Slaughter hat vier Kinder.